# ییلدیریم آک‌بولوت
ییلدیریم آک‌بولوت (انگلیسی: Yıldırım Akbulut؛ (زادهٔ ۲ سپتامبر ۱۹۳۵ – درگذشتهٔ ۱۴ آوریل ۲۰۲۱) یک سیاست‌مدار اهل ترکیه بود.